# UFC on ESPN: Blaydes vs. Daukaus
UFC on ESPN: Blaydes vs. Daukaus（ユーエフシー・オン・イーエスピーエヌ：ブレイズ・バーサス・ドーカス、別名UFC on ESPN 33）は、アメリカ合衆国の総合格闘技団体「UFC」の大会の一つ。2022年3月26日、オハイオ州コロンバスのネイションワイド・アリーナで開催された。

## 大会概要
本大会はカーティス・ブレイズとクリス・ドーカスのヘビー級戦が組まれた。

## 試合結果

### プレリミナリーカード
第1試合 フェザー級 5分3R
○  ルイス・サルダナ vs.  ブルーノ・ソウザ ×
3R終了 判定3-0（29-28、29-28、29-28）
第2試合 フライ級 5分3R
○  マテウス・ニコラウ vs.  ダビッド・ドボジャーク ×
3R終了 判定3-0（29-28、29-28、29-28）
第3試合 女子フライ級 5分3R
○  マノン・フィオロ vs.  ジェニファー・マイア ×
3R終了 判定3-0（30-27、30-27、30-27）
第4試合 ミドル級 5分3R
○  アリアスカフ・キズリエフ vs.  デニス・トゥルーリン ×
2R 1:58 リアネイキドチョーク
第5試合 バンタム級 5分3R
○  クリス・グティエレス vs.  ダナー・バットゲレル ×
2R 2:34 TKO（右バックハンドブロー→グラウンドの肘打ち連打）
第6試合 女子バンタム級 5分3R
○  サラ・マクマン vs.  カロル・ロサ ×
3R終了 判定3-0（29-28、29-28、29-28）

### メインカード
第7試合 ライト級 5分3R
○  マルク・ディアケイジー vs.  ヴィチェスラフ・ボルシェフ ×
3R終了 判定3-0（30-27、30-27、30-27）
第8試合 ウェルター級 5分3R
○  ニール・マグニー vs.  マックス・グリフィン ×
3R終了 判定2-1（29-28、28-29、29-28）
第9試合 フライ級 5分3R
○  カイ・カラ＝フランス vs.  アスカル・アスカロフ ×
3R終了 判定3-0（29-28、29-28、29-28）
第10試合 ウェルター級 5分3R
○  ブライアン・バーバリーナ vs.  マット・ブラウン ×
3R終了 判定2-1（29-28、28-29、29-28）
第11試合 女子フライ級 5分3R
○  アレクサ・グラッソ vs.  ジョアン・ウッド ×
1R 3:57 リアネイキドチョーク
第12試合 ヘビー級 5分5R
○  カーティス・ブレイズ vs.  クリス・ドーカス ×
2R 0:17 TKO（右ストレート→パウンド）

### 各賞
ファイト・オブ・ザ・ナイト：ブライアン・バーバリーナ vs. マット・ブラウン
パフォーマンス・オブ・ザ・ナイト：カーティス・ブレイズ、クリス・グティエレス
各選手にはボーナスとして5万ドルが授与された。

### カード変更
負傷などによるカードの変更は以下の通り。